# Lucina pectinata
Lucina pectinata är en musselart som först beskrevs av Gmelin 1791.  Lucina pectinata ingår i släktet Lucina och familjen Lucinidae. Inga underarter finns listade i Catalogue of Life.